# تپه نورآباد ۲
تپه نور آباد ۲ مربوط به دوران‌های تاریخی پس از اسلام است و در شهرستان کبودر آهنگ، بخش مرکزی، روستای نور آباد واقع شده و این اثر در تاریخ ۱۰ دی ۱۳۸۱ با شمارهٔ ثبت ۷۰۲۲ به‌عنوان یکی از آثار ملی ایران به ثبت رسیده است.